# Chirosia luteipennis
Chirosia luteipennis är en tvåvingeart som först beskrevs av Ringdahl 1950.  Chirosia luteipennis ingår i släktet Chirosia och familjen blomsterflugor. Inga underarter finns listade i Catalogue of Life.